# Каст из Синуэссы
Каст (умер в 305 году) — святой мученик из Синуэссы. День памяти — 1 июля.
Святой Каст и его товарищ Секундин пострадали в Синуэссе, что на юге совр. Италии. Достоверных сведений о их житии нет. Согласно некоторым источником, они были епископами и прибыли в эти края из Африки.
Свв. Каст и Секундин остаются весьма почитаемы в таких городах юга Италии, как Сесса-Аурунка, Гаэта, Кальви-Ризорта, Капуя, Казерта, Сора, Тривенто и Беневенто.